# Peter Scholze
Peter Scholze (* 11. prosince 1987, Drážďany) je německý matematik. Je profesorem na Bonnské univerzitě a ředitelem Institutu Maxe Plancka pro matematiku. Usiluje o propojení aritmetiky a geometrie, přesněji teorie čísel a algebraické geometrie. Roku 2018 obdržel prestižní Fieldsovu medaili. Vysokou školu začal studovat již ve čtrnácti letech. Jako student vyhrál tři zlaté medaile na matematických olympiádách. Je ženatý a má dceru.